# Kuno von Westarp
Conde Kuno Friedrich Viktor von Westarp (12 de agosto de 1864-30 de julio de 1945) fue un político conservador alemán.

## Biografía
Westarp nació en Ludom en la Provincia de Posen, hijo de un alto funcionario forestal. Asistió a la escuela secundaria en Potsdam y estudió jurisprudencia en las universidades de Tübingen, Breslau, Leipzig y Berlín. Aprobó el Staatsexamen en 1886 e hizo su servicio militar en Breslau y Potsdam.
En 1887 comenzó su carrera en el servicio civil en la oficina del distrito administrativo (Landkreis) en Freienwalde, Brandeburgo, cuya cabeza era Theobald von Bethmann-Hollweg. Después de su segundo Staatsexamen en 1891, Westarp continuó su carrera como asesor en Gostyn y Bomst en Posen, y en Stettin. Se unió al servicio del Ministerio del Estado prusiano en 1902 y se convirtió en Jefe de la Policía en los suburbios berlineses de Schöneberg y Wiemersdorf, antes de que en 1908 fuera nombrado juez superior en el tribunal administrativo prusiano.
Westarp se había unido a la Liga Agraria Alemana en la década de 1890, pero su avance político comenzó en 1908 como miembro del Reichstag en representación del Partido Conservador Alemán, siendo de 1913 a 1918 jefe del grupo parlamentario de esta formación. Durante la Primera Guerra Mundial, se rebeló contra la Resolución de paz del Reichstag de 1917, abogó por la guerra de submarinos sin restricciones y rechazó la reforma de la franquicia de tres clases prusiana iniciada por el canciller Bethmann-Hollweg.
Después de la Revolución alemana de 1918-1919, Westarp se convirtió en uno de los miembros fundadores del Partido Nacional del Pueblo Alemán (DNVP). Desde 1919 trabajó como editor del periódico conservador Kreuzzeitung. Mientras que su carrera en el servicio civil terminó con su retiro en 1920, fue elegido nuevamente al Reichstag de la República de Weimar. Inicialmente un exponente de las fuerzas de extrema derecha y antidemocráticas dentro de su partido, estuvo involucrado en los preparativos del fallido Golpe de Kapp, sin embargo, adoptó posiciones más moderadas a mediados de la década de 1920, ascendiendo hasta convertirse en jefe del grupo parlamentario de DNVP y presidente del partido en 1926.
En 1925, el DNVP había abandonado temporalmente su actitud antirrepublicana uniéndose al gabinete alemán en un gobierno de coalición liberal-conservador bajo el mando del canciller Hans Luther. Sin embargo, en las elecciones federales de 1928 el partido sufrió una derrota desastrosa y tuvo que aceptar la formación del gobierno socialdemócrata bajo el canciller Hermann Müller. Westarp renunció como presidente cuando en 1930 su apoyo al gobierno de Heinrich Brüning no obtuvo la aprobación de su partido, y debido a las tendencias antirrepublicanas manifestadas por su sucesor Alfred Hugenberg, finalmente abandonó el DNVP ese mismo año. Poco después fue uno de los fundadores del Partido Conservador Popular (KVP), en representación del cual siguió siendo parlamentario del Reichstag hasta 1932.
Westarp no se presentó al Reichstag en las elecciones federales de 1932, cuyo resultado significó un triunfo para el Partido Nazi de Adolf Hitler. Después de la Machtergreifung se retiró a la vida privada. Sospechoso por las autoridades nazis de haber participado en el complot del 20 de julio, las investigaciones preliminares contra él no proporcionaron ninguna prueba. Al final de la Segunda Guerra Mundial, fue arrestado temporalmente por las fuerzas de ocupación soviéticas en Berlín, pero pronto fue liberado y murió poco después.